# デスティニー〜今夜はブギー・ナイト
『デスティニー〜今夜はブギー・ナイト』（デスティニー〜こんやはブギー・ナイト、原題：Destiny）は、アメリカ合衆国の兄弟ボーカル・グループ、ジャクソンズが1978年に発表したスタジオ・アルバム。「ジャクソン5」から「ジャクソンズ」へ改名してからは3作目に当たり、グループ初のセルフ・プロデュース作品となった。

## 背景
前作『ゴーイン・プレイシズ〜青春のハイウェイ』（1977年）がセールス的に成功しなかったことから、エピック・レコード及び親会社のCBSレコードはジャクソンズとの契約を解除しようとするが、当時エピックのA&Rだったボビー・コロンビーの提案により、セルフ・プロデュース作品でグループに最後のチャンスを与えることになった。「ブレイム・イット・オン・ザ・ブギー（今夜のブギー・ナイト）」はコロンビーの案によってレコーディングされた曲で、他の曲はいずれもメンバー自身が作詞・作曲し、うち3曲はランディとマイケルの2人が共作。
コロンビーの推薦によりグレッグ・フィリンゲインズが本作のリズム・アレンジを担当し、フィリンゲインズは以後、ジャクソンズに加えてマイケルのソロ・アルバムでも仕事を続けていく。ギター・パートに関しては、メンバーのティトに加えてスタジオ・ミュージシャンによる演奏も含まれているが、「シェイク・ユア・ボディ」のみティトが単独でギターを弾き、また「プッシュ・ミー・アウェイ」のギター・ソロもティトによる。

## 反響・評価
Billboard 200では11位、『ビルボード』のR&Bアルバム・チャートでは3位を記録した。本作からのリード・シングル「ブレイム・イット・オン・ザ・ブギー（今夜はブギー・ナイト）」全米54位、『ビルボード』のR&Bシングル・チャートでは3位を記録。続いてシングル・カットされた「シェイク・ユア・ボディ」は、1979年に全米7位、R&Bシングル・チャートで3位を記録して、ジャクソンズ名義での再デビュー曲「僕はゴキゲン」以来の全米トップ10ヒットとなった。
本作はオランダでも成功を収め、同国のアルバム・チャートで7位に達したのに加えて、シングル・チャートでも「ブレイム・イット・オン・ザ・ブギー（今夜はブギー・ナイト）」が6位、「シェイク・ユア・ボディ」が3位を記録した。イギリスでは、本作は全英アルバムチャートで33位に終わるが、全英シングルチャートでは「ブレイム・イット・オン・ザ・ブギー（今夜はブギー・ナイト）」が8位、「デスティニー」が39位、「シェイク・ユア・ボディ」が4位に達し、2曲が全英トップ10入りを果たした。
アンディ・ケルマンはオールミュージックにおいて本作に5点満点中4点を付け「単にマイケルの『オフ・ザ・ウォール』のお膳立てをしたというだけではない」と評している。

## 収録曲
特記なき楽曲はジャクソンズのメンバー5人の共作。
1. ブレイム・イット・オン・ザ・ブギー（今夜はブギー・ナイト） - "Blame It on the Boogie" (Mick Jackson, David Jackson, Elmar Krohn) - 3:34
1989年にビッグ・ファンによるカバー・バージョンが全英4位のヒットを記録。
2. プッシュ・ミー・アウェイ - "Push Me Away" - 4:18
3. シングス・アイ・ドゥ・フォー・ユー - "Things I Do for You" - 4:05
4. シェイク・ユア・ボディ - "Shake Your Body (Down to the Ground)" (Randy Jackson, Michael Jackson) - 7:59
5. デスティニー - "Destiny" - 4:51
6. ブレス・ヒズ・ソウル - "Bless His Soul" - 4:56
7. オールナイト・ダンシン - "All Night Dancin'" (R. Jackson, M. Jackson) - 6:09
8. ザッツ・ホワット・ユー・ゲット - "That's What You Get (For Being Polite)" (R. Jackson, M. Jackson) - 4:57

### 2008年リマスターCDボーナス・トラック
1. ブレイム・イット・オン・ザ・ブギー（今夜はブギー・ナイト） [ディスコ・ミックス] - "Blame It on the Boogie (John Luongo Disco Mix)" (Mick Jackson, David Jackson, Elmar Krohn) - 7:01
2. シェイク・ユア・ボディ [ディスコ・ミックス] - "Shake Your Body (Down to the Ground) (John Luongo Disco Mix)" (R. Jackson, M. Jackson) - 8:38

## 参加ミュージシャン
- マイケル・ジャクソン - ボーカル、バッキング・ボーカル
- ティト・ジャクソン - ボーカル、バッキング・ボーカル、ギター
- マーロン・ジャクソン - ボーカル、バッキング・ボーカル
- ジャッキー・ジャクソン - ボーカル、バッキング・ボーカル
- ランディ・ジャクソン - ボーカル、バッキング・ボーカル、コンガ

アディショナル・ミュージシャン
- グレッグ・フィリンゲインズ - キーボード、シンセサイザー、リズム・アレンジ
- マイケル・センベロ - ギター(#1, #2, #5, #6, #7, #8)、ベース(#2)
- ローランド・バティスタ - ギター(#1, #2)
- ポール・ジャクソン・ジュニア - ギター(#3, #5, #6, #7, #8)
- マイケル・ボディッカー - シンセサイザー(#4)
- ネイサン・ワッツ - ベース(#1, #3, #5, #6, #7, #8)
- ゲイリー・キング - ベース(#1)
- リック・マロッタ - ドラムス(#1, #2)、パーカッション(#1)
- リッキー・ローソン - ドラムス(#3)
- エド・グリーン - ドラムス(#4, #5, #6, #7, #8)
- ラウヂール・ヂ・オリヴェイラ - コンガ(#1)
- クラウディオ・スロン - コンガ(#1)
- パウリーニョ・ダ・コスタ - パーカッション(#3, #4)
- ジェリー・ヘイ - ホーン・アレンジ(#1, #2)
- クレア・フィッシャー - ストリングス・アレンジ(#2)
- トム・トム84 - ホーン・アレンジ(#3, #4, #5, #6, #7, #8)、ストリングス・アレンジ(#4, #5, #6, #8)